# Betheln
Betheln là một thị xã ở huyện Hildesheim trong bang Niedersachsen, Đức. Đô thị Betheln có diện tích 7,51 km², dân số thời điểm ngày 31 tháng 12 năm 2006 là 1104 người.